# Wędzina
Wędzina (deutsch Wendzin, 1936–1945 Windeck) ist eine Ortschaft in Oberschlesien. Administrativ liegt sie in der Gemeinde Ciasna (Cziasnau) im Powiat Lubliniecki (Landkreis Lublinitz) in der Woiwodschaft Schlesien.

## Geografie

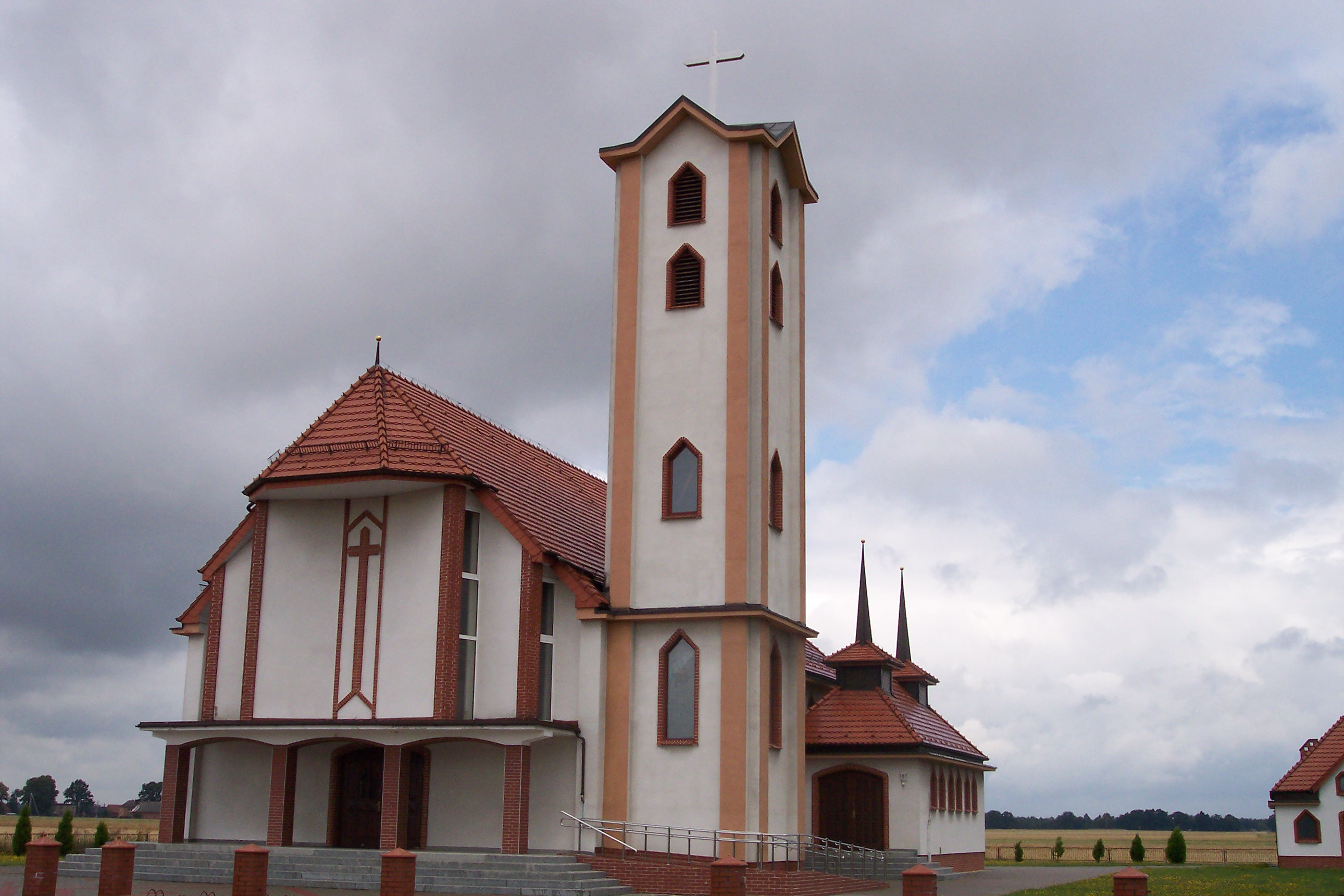
Kirche

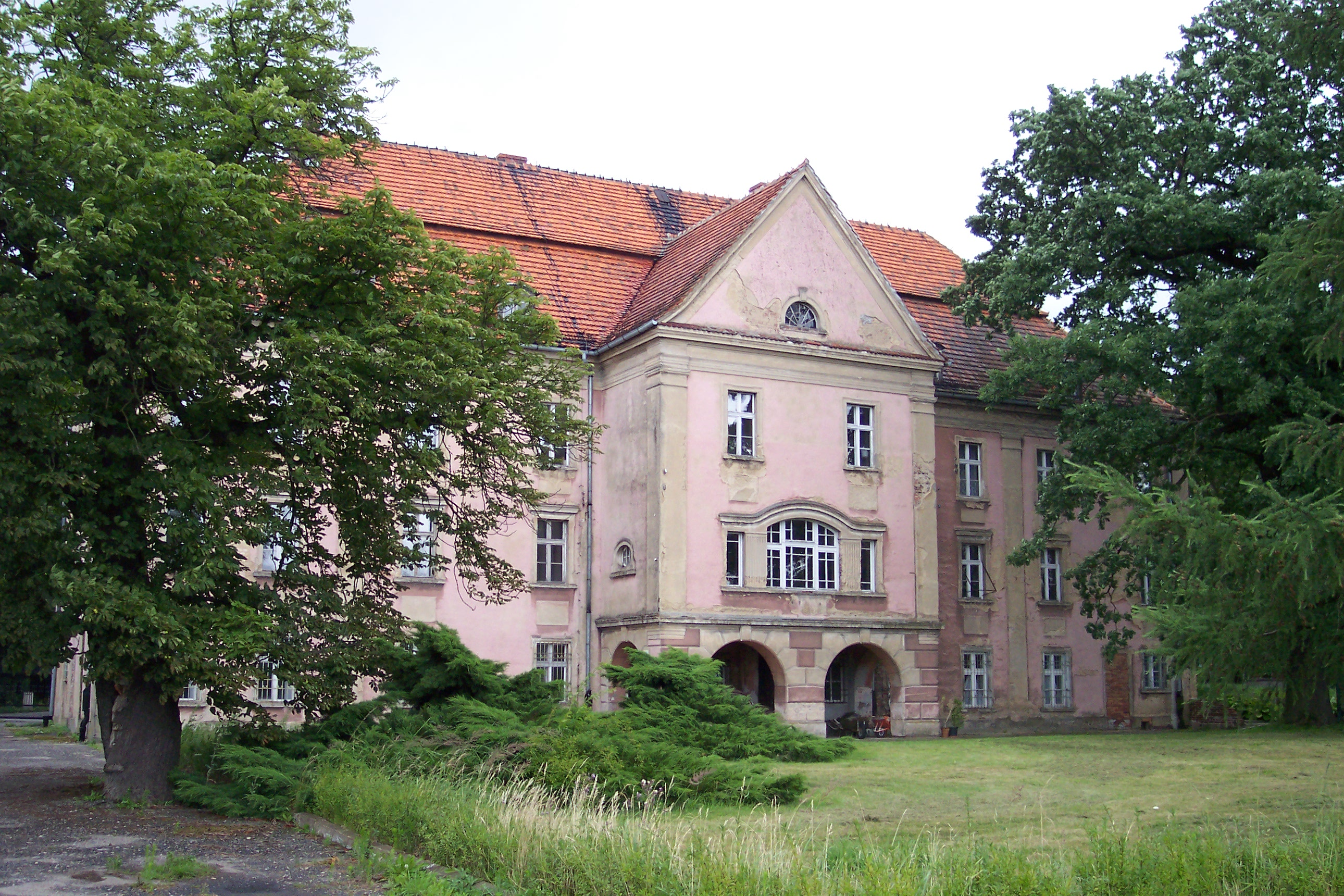
Schloss

Wędzina liegt acht Kilometer nördlich vom Gemeindesitz Ciasna (Cziasnau), 19 Kilometer nordwestlich von der Kreisstadt Lubliniec (Lublinitz) und 72 Kilometer nordwestlich von der Woiwodschaftshauptstadt Kattowitz.
In der Nähe fließt der Fluss Liswarta (Lisswarthe).
Zu Wędzina gehören die Ortsteile bzw. Weiler Biadacz (Biadacz), Borek, Grobla, Grucki (Grutzken, 1936–1945 Freifelde), Kierocie (Kierotze), Kowie (Kowie), Marce (Martzen), Plewina und Szklarnia (Sklarnia).

## Geschichte
1742 kam der Ort mit dem Großteil Schlesiens an Preußen. Der Ort wurde 1783 im Buch Beytrage zur Beschreibung von Schlesien als Wendzin erwähnt und gehörte einem Herrn von Paczensky und lag im Kreis Lublinitz (Lublinetz) des Fürstentums Oppeln. Damals hatte er zwei Vorwerke, eine Mühle, 13 Bauern, 32 Gärtner, fünf Häusler und 196 Einwohner. 1865 bestand Wendzin aus einem Rittergut und einem Dorf. Der Ort hatte zu diesem Zeitpunkt zwei Bauernhöfe, 16 Halbbauern, 31 Freigärtner und zehn Häuslerstellen, sowie eine Wassermühle mit zwei Gängen. Ein Teil der Einwohner ging in die nahegelegenen Gruben und Hütten arbeiten. Die Einwohner waren nach Schierokau eingepfarrt und die 1800 entstandene Schule hatte zu diesem Zeitpunkt 200 Schüler. Das Rittergut gehörte dem Rittmeister von Spiegel und hatte einen Hochofen und ein Frischfeuer. Zum Rittergut gehörten die Vorwerke Kierotze, Quast und Scherlint.
Bei der Volksabstimmung in Oberschlesien am 20. März 1921 stimmten im Ort 237 Wahlberechtigte für einen Verbleib Oberschlesiens bei Deutschland und 257 für eine Zugehörigkeit zu Polen. Wendzin verblieb nach der Teilung Oberschlesiens beim Deutschen Reich. 1936 wurde der Ort im Zuge einer Welle von Ortsumbenennungen der NS-Zeit in Windeck umbenannt. Bis 1945 befand sich der Ort im Landkreis Loben (zwischenzeitlich im Landkreis Guttentag).
1945 kam der bis dahin deutsche Ort unter polnische Verwaltung und wurde anschließend der Woiwodschaft Schlesien angeschlossen und ins polnische Wędzina umbenannt. 1950 kam der Ort zur Woiwodschaft Kattowitz. 1975 kam der Ort zur neugegründeten Woiwodschaft Tschenstochau. 1999 kam der Ort zum wiedergegründeten Powiat Lubliniecki und zur neuen Woiwodschaft Schlesien.

## Bauwerke und Sehenswürdigkeiten
- Die römisch-katholische Urbankirche im modernen Stil
- Klassizistisches Schloss aus dem 19. Jahrhundert[4]